# والتر إيبانيز
والتر إيبانيز (بالإسبانية: Walter Fernando Ibáñez)‏ هو لاعب كرة قدم أوروغواياني، ولد في 10 ديسمبر 1984 في ريفيرا في الأوروغواي. لعب مع أليانزا ليما وديفينسور سبورتينغ وريفر بليت ونادي أونيفرسيداد كاتوليكا.

## وصلات خارجية
- والتر إيبانيز على موقع قاعدة بيانات كرة القدم.إي يو (الإنجليزية)
- والتر إيبانيز على موقع Soccerway.com (الإنجليزية)
- والتر إيبانيز على موقع AS.com (الإسبانية)